# 12 (坂本龍一のアルバム)
『12』（トゥエルブ）は2023年1月17日にcommmonsから発売された坂本龍一のオリジナル・アルバム。坂本龍一の晩年に制作された最終アルバムである。

## 解説
前作『async』以来、約6年ぶりのオリジナルアルバム。
本作は闘病生活を続ける坂本が、日記を書くようにピアノとシンセサイザーを使用して制作した音楽のスケッチから12曲を選び、1枚のアルバムにまとめた作品集。ほとんどの曲は「一筆書き」だが、「20220302 - sarabande」「20220302」「20220404」の3曲のみ「推敲」したという。
各曲のタイトルは曲を制作した日付で、坂本は「（日記に）タイトルをつけるという発想はなかった」と語っている。楽曲は日付順に収録されているが、「「20220304」だけ毛色が違うので」最終トラックとなった。また「20220302 - sarabande」のみ日付以外の単語が付記されているのは、「（サラバンドの）三拍子のゆっくり優雅な踊りを想像してほしくて」との理由による。
アルバムが“12”（じゅうに、英語で“twelve”の意味）というタイトルになった理由を、坂本は「曲全体の雰囲気が"12"（じゅうに）って声に出して言っている感じだから」と語っている。
2022年12月11日に開催されたオンラインコンサート「Ryuichi Sakamoto: Playing the Piano 2022」において、特典として本作の先行全曲フル試聴が配信された。なお同コンサートでは、本作より「20220302 - sarabande」が披露されている。
ジャケットは「もの派」を代表する国際的な美術家、李禹煥が本作のためにドローイングを制作。坂本の71歳の誕生日にあたる2023年1月17日にリリースされた。
坂本は同年3月28日に死去し、本作は坂本の生前最後のアルバムとなった。
2023年6月公開の是枝裕和監督の映画『怪物』に「20220207」と「20220302」が使用された。

## 収録曲
全作曲：坂本龍一

### CD
| #         | タイトル                 | 作詞  | 作曲・編曲 |
| --------- | ------------------------ | ----- | ---------- |
| 1.        | 「20210310」             |       |            |
| 2.        | 「20211130」             |       |            |
| 3.        | 「20211201」             |       |            |
| 4.        | 「20220123」             |       |            |
| 5.        | 「20220202」             |       |            |
| 6.        | 「20220207」             |       |            |
| 7.        | 「20220214」             |       |            |
| 8.        | 「20220302 - sarabande」 |       |            |
| 9.        | 「20220302」             |       |            |
| 10.       | 「20220307」             |       |            |
| 11.       | 「20220404」             |       |            |
| 12.       | 「20220304」             |       |            |
| 合計時間: | 合計時間:                | 60:01 |            |

### アナログ盤
12インチ重量盤2枚組。初回生産限定盤のみ、自筆スケッチ、譜面プリント付属。

### SIDE A
1. 20210310
2. 20211130
3. 20211201

### SIDE B
1. 20220123
2. 20220202

### SIDE C
1. 20220207
2. 20220214

### SIDE D
1. 20220302 - sarabande
2. 20220302
3. 20220307
4. 20220404
5. 20220304